# Gloria Lasso
Gloria Lasso, właśc. Rosa Coscolin Figueras (ur. 25 października 1922 w Barcelonie, zm. 4 grudnia 2005 w Cuernavaca, Meksyk) – piosenkarka hiszpańska.
Popularność zdobyła po przeniesieniu się do Francji w 1954. Wiele z jej nagrań, zazwyczaj romantycznych ballad w klimacie latynoamerykańskim, stało się przebojami; trzy płyty zyskały status złotej, jedna platynowej. Utwór Etranger au Paradis z 1956, adaptacja Stranger in Paradise Tony’ego Bennetta, był pierwszym singlem we Francji, który przekroczył milion sprzedanych egzemplarzy. Innymi przebojami Lasso były m.in. Hola que tal (1954), Amour, Castagnettes et Tango (1955), Toi mon Démon (1956), Buenas Noches mi Amor (1957), Bon voyage (1958), Sois pas Faché (1959), Muchas Gracias, Si tu Reviens un Jour (1960). Piosenkę Padre (1956) nagrał w wersji angielskiej Elvis Presley.
Koncertowała m.in. dla Charles’a de Gaulle’a, Johna F. Kennedy’ego, Elżbiety II. Była obok Dalidy najpopularniejszą wykonawczynią muzyki rozrywkowej we Francji w latach 50.; później przeniosła się do Meksyku i koncertowała w krajach Ameryki Łacińskiej. W 1985 ponownie wystąpiła w Paryżu, w hali „Olympia”. Poza muzyką była m.in. współautorką scenariusza serialu komediowego Ramona (1991). Występy kontynuowała także w podeszłym wieku, po raz ostatni koncertowała w Cuernavaca niespełna miesiąc przed śmiercią.
Była sześciokrotnie zamężna.